# さいだん座ミュー星c
さいだん座μ星c（さいだんざミューせいc、Mu Arae c）またはHD 160691 cは、さいだん座の方角にあるさいだん座μ星の周囲を公転している太陽系外惑星である。公式名はDulcinea（発音:[dʌlˈsɪniə]または[dʌlsɪˈniːə]）である。この惑星は初めて発見されたホット・ネプチューンあるいはメガアースである。
現在の技術ではどんな方法であれさいだん座μ星の4惑星を直接的に見ることはできないので、間接的に視線速度法で発見された。

## 発見
この惑星は2004年8月25日にその発見が公表された。発見当初は質量が14 M⊕とされていたが、後の研究により10.5 M⊕になった。恒星のごく近くを公転しており、公転周期は9.6日である。チリのラ・シヤ天文台にあるHARPSの分光器を用いて発見された。この惑星の発見に用いられたデータは、2004年6月の8夜に集められた。

## 名称
2014年7月、国際天文学連合 (IAU)は存在が確定している太陽系外惑星とその恒星に正式名称を与えることを企画した。その過程には一般の人々からのノミネートや投票などもあった。最終的に、2015年12月にIAUはこの惑星の名称がDelcineaに決定されたことを発表した。この名称はスペインのPamplona天文台によって投稿された名前である。Dulcineaの由来は小説ドン・キホーテに登場するドゥルシネーア・デル・トボーソに由来する。

### さいだん座μ星cかdか
この惑星は天文学者によって現在でもさいだん座μ星dと呼ばれることがある。例えば、NASA Exoplanet Archiveではさいだん座μ星dが軌道長半径0.09 auであることから当惑星を指す。さいだん座μ星惑星系には4つの惑星が見つかっているが、それぞれ公転周期が638日,9.6日,310日,4200日である。Gozdziewskiらは発見された順に638日,4200日,9.6日,310日の順にb,c,d,eと名付けた。しかし、対してPepeらは公転周期4200日の惑星が発見当時はまだ惑星の存在の確定には早計であると考え、確定してから符号を付けたため、638日,9.6日,310日,4200日の順にb,c,d,eと名付けた。当惑星は公転周期9.6日であるため、GozdziewskiらのdとPepeらのcがそれに該当する。現在はIAUもPepeらの命名方法を使用しているため、Pepeらの方法が使われる傾向にある。

## 特徴
真の質量は、地球型惑星の理論上の上限である14地球質量程度の海王星やグリーゼ436b程度と考えられており、地球型惑星であるならば最大級のサイズである。恒星のさいだん座μ星は金属量が太陽よりも高いため、このサイズの地球型惑星も存在しうる。また、系の雪線である3.2天文単位よりも内側で形成されたと考えられている。
さいだん座μ星cは、コロナ質量放出の影響を受ける程には主星に近くない。当初から海王星程度の質量だったのか(Lammerの意見)、それとも木星型惑星として形成されたのが質量を失って今の姿になったのか (Baraffeの意見) については、結論が得られていない。